# Danubiana

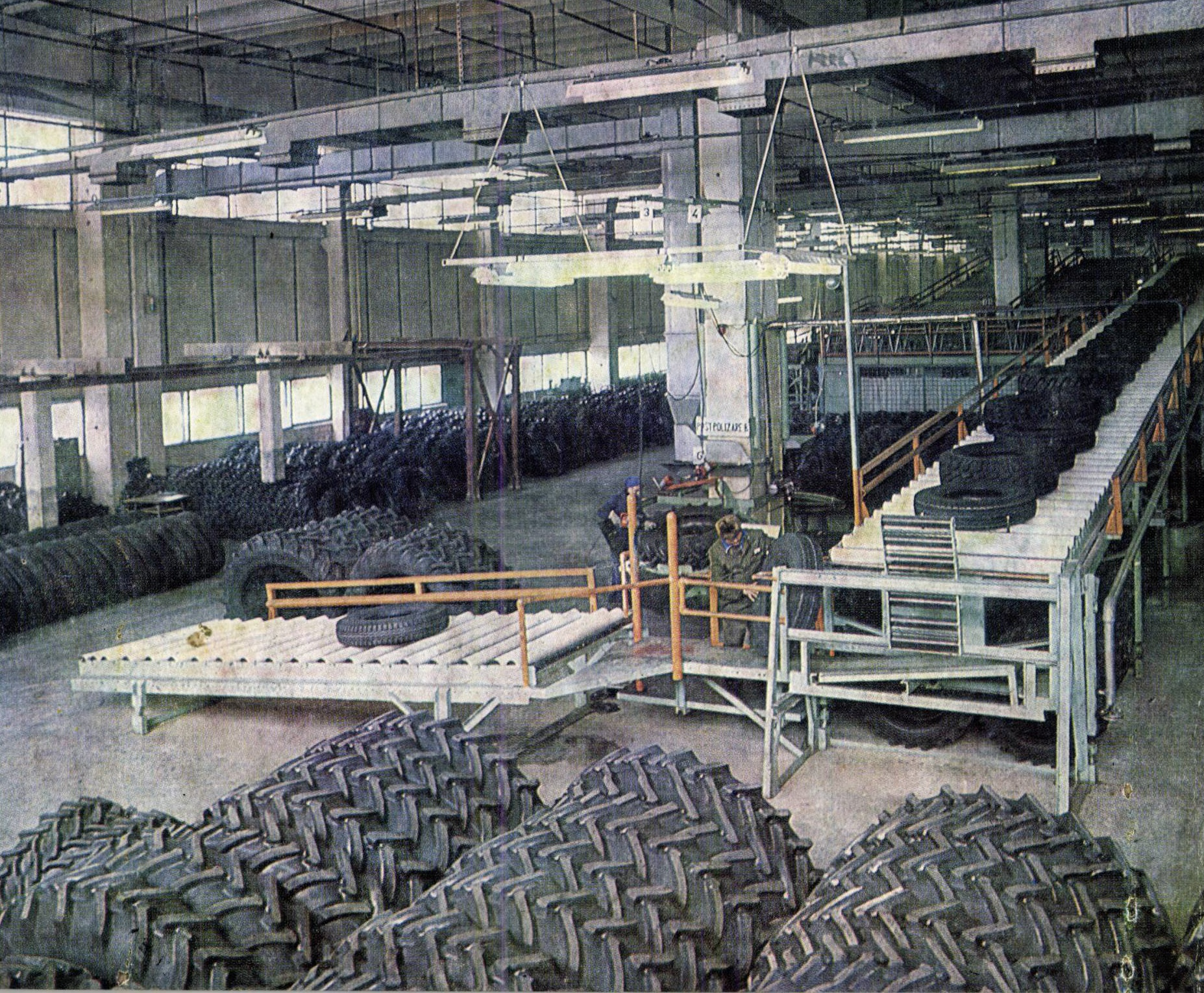
Interiorul fabricii prezentat pe coperta Revistei de Chimie din august 1983

Danubiana este o companie producătoare de anvelope și materiale de cauciuc. Până pe 12 martie 2009, acționarul majoritar al Danubiana SA a fost Tofan Grup International, patronat de omul de afaceri Gelu Tofan, care preluase societatea de la Autoritatea de Privatizare în anul 1995. Investitorul nu și-a respectat angajamentele asumate la privatizare, a fost notificat în mai multe rânduri și, în cele din urmă, AVAS a executat contractul de gaj pe 9,97 milioane de acțiuni, devenind acționar majoritar al societății (64,16%).
A produs anvelope pentru autoturisme, autocamioane, tractoare, precum și bunuri de larg consum, materia primă provenind de la Combinatul de cauciuc sintetic și produse petrochimice Onești.